# The Many Facets of Roger
The Many Facets of Roger é o álbum de estreia do músico originário de Dayton, Ohio, Roger Troutman, lançado um ano após o lançamento do disco de estreia da banda da família Troutman, o Zapp. O álbum recebeu a certificação ouro da RIAA baseado nos sucessos "So Ruff, So Tuff" e sua cover da canção "I Heard It through the Grapevine" de Marvin Gaye. No álbum, existem duas canções instrumentais: "A Chunk of Sugar" e "Blue (A Tribute to the Blues)", que foram gravadas dentro do estúdio United Sound Studios em Detroit. Os irmãos de Roger, Larry, Lester e Terry também o ajudaram na produção do álbum.

## Lista de faixas
Todas as canções escritas e compostas por Roger e Larry Troutman ao menos que esteja anotado.
1. "I Heard It Through the Grapevine" (10:45) (Norman Whitfield/Barrett Strong)
2. "So Ruff, So Tuff" (4:49)
3. "A Chunk of Sugar" (5:28)
4. "Do It Roger" (8:11)
5. "Maxx Axe" (8:16)
6. "Blue (A Tribute to the Blues)" (3:24)

## Créditos
- Arranjos, backing vocals, piano elétrico [Fender Rhodes], guitarra, teclados, vocais principais, sintetizador, Maxx Axe Synthesized Guitar - Roger Troutman
- Arranjos, congas, letras, percussão - Larry Troutman
- Backing Vocals - Bobby Glover, Delores Smith, Greg Jackson, Janetta Boyce, Marchelle Smith
- Baixo, backing vocals - Zapp Troutman
- Bareria - Lester Troutman
- Sopros - Carl Cowen
- Vocais e backing vocals - Dick Smith
- Escrito por - Larry Troutman (faixas: A2 até B3), Roger Troutman (faixas: A2 até B3)